# イヴォンヌ・ロリオ＝メシアン
イヴォンヌ・ロリオ（Yvonne Loriod, 1924年1月20日ウイユ - 2010年5月17日サン＝ドニ）はフランスのピアニスト、教師。

## 出自
作曲家メシアンの後妻。旧師であり後に夫となったメシアンの作品を中心に、現代音楽の専門家として国際的に著名で、膨大な数の録音を有する。結婚後も旧姓のままイヴォンヌ・ロリオとして活動したが、メシアンの没後に、その未亡人として「ロリオ＝メシアン（Yvonne Loriod-Messiaen）」の二重姓を用いるようになった。妹のジャンヌ・ロリオはオンド・マルトノ奏者。

## 経歴
ベートーヴェンのピアノ・ソナタ全曲を暗譜で弾きこなす神童として将来を嘱望され、パリ音楽院に進みダリユス・ミヨーらに師事。1943年に、音楽院における初見演奏の課題曲としてメシアンが作曲した《ロンドー》により、ジャン＝ミシェル・ダマーズと首席を分け合う。
この頃からメシアンに演奏技巧を着目されるようになり、2台ピアノのための《アーメンの幻影》の初演者として、メシアンから共演相手に選ばれている。このほかにも1940年代に作曲されたメシアンのピアノ曲は、すべてロリオによって初演された。またこの時期からメシアンのピアノ書法は、ロリオの超絶技巧に触発されて新たな展開を遂げており、その後の幾多の管弦楽曲や声楽曲のピアノ・パートにロリオの影響力の大きさを認めることが出来る。
メシアンが、ナチス・ドイツ軍の捕囚として捕虜収容所で出会ったギィ・ベルナール＝ドラピエール（Guy Bernard-Delapierre）から、1943年から1947年まで自宅を開放されて音楽塾を開くと、ロリオもそこで作曲や楽曲分析を師事する。ちなみにここから音楽サークル「レ・フレッシュ（Les flèches、矢）」が発足しており、ピエール・ブーレーズやセルジュ・ニグ、ジャン・ルイ・マルティネス、モーリス・ル・ルーらとともに、その同人として活動の一翼を担うこととなった。1959年にメシアンの先妻クレール・デルボスが他界すると、1961年に後添えに迎えられ鳥の声の採譜にも積極的に協力した。先妻デルボスと異なり、メシアンとの間に子供はいない。
2010年5月17日に死去。86歳没。

## スタイル
演奏家としては、シェーンベルクやバルトーク、ジョリヴェらの現代音楽、とりわけメシアン作品の専門家としての名声が目立つも、バッハやモーツァルト、ショパンにも造詣が深く、ドビュッシーやラヴェルのピアノ曲についても一家言を持っている。晩年も世界的に活発な演奏活動を続け、オーチャードホールにおいて夫の遺作《四重奏と管弦楽のためのコンセール》の日本初演にも参加した。メシアンの幼子イエスに注ぐ20の眼差しは1956年録音にVega(現在Deccaから復刻されている)、1957年録音がSWR Baden-Badenスタジオ、1973年録音がEratoから発売されており、三種とも入手できる。この曲集に3度の録音を残したのはロリオだけである。
晩年にもたびたび来日の予定が組まれたが、高齢による体調不良などからキャンセルが相次いだ。卓越した音楽教師としても国際的に著名であり、日本人では木村かをりや藤井一興や桂(岡本)恵子らが師事した。ラ・ロシェル国際現代音楽オリヴィエ・メシアン・コンクールの設立に積極的に関与し、後年復活したパリ市国際コンクール内現代音楽ピアノ演奏対象オリヴィエ・メシアン・コンクールで審査員を務めていた。

## エピソード
メシアン作品にしばしば登場する鳥の名前にロリオ（loriot）があるが、綴りの違いから明らかなように、彼女のことに直接言及しているわけではなく、作曲者自身もそのような意図はなく偶然の一致と主張していた。しかしフランス語の発音からすると同じ（同音異義語）であり、何らかの関連性や真の意図については今後の究明が俟たれるであろう。

## 訃報
- Yvonne Loriod, Pianist and Messiaen Muse, Dies at 86